# 永安 (晋)
永安（えいあん）は西晋の恵帝の治世に使われた元号。304年。

## 改元
いずれも西暦304年内。
- 太安2年の翌年正月より永安と改元。
- 永安元年7月：建武と改元。
- 建武元年11月：永安に再び改元。
- 永安元年12月：永興と改元。

## 出来事
永安年間は八王の乱の最中であった。
- 永安元年1月、首都洛陽の実力者司馬乂が殺され、司馬穎が新たな実力者となり丞相に就く。
- 2月、皇太子・皇后が廃される。
- 3月、司馬穎が皇太弟となる。
- 7月、司馬越がクーデターを起こすが失敗し、鄴に遷都される。

（7月から11月まで建武）
- 11月、建武年間に首都に復していた洛陽から長安に遷都。
- 12月、皇太弟（司馬穎）が廃され、司馬熾（後の懐帝）が皇太弟となる。

## 西暦との対照表
| 永安 | 元年  |
| 西暦 | 304年 |
| 干支 | 甲子  |

## 他元号との対照表
| 永安 | 元年          |
| 成漢 | 建初元 建興元 |
| 前趙 | 元熙元        |